# سينتينيل-2B
سينتينيل-2 بي (بالإنجليزية: Sentinel-2B) هو قمر صناعي أوروبي للتصوير الضوئي للأرض، وهو القمر الثاني من جيل سينتينيل-2 الذي أطلقته وكالة الفضاء الأوروبية في 7 مارس 2017 كجُزء من برنامج كوبرنيكوس الفضائي. يكون مداره على مراحل 180° ضد القمر الاصطناعي سينتينيل-2 الذي أُطلق في عام 2015. يتميز هذا القمر الصناعي باحتواءه على أجهزه علميَّة لمسح رقعة واسعة من الأرض بحيث تكون الصُّور عالية الدقة بسبب التصوير متعدد الأطياف الذي احتوى على 13 حزمة طيفيَّة والهدف منه هو مسح الأرض من عدة جهات وتصوير كل مكان في الأرض مرة واحدة كل خمسة أيام وتكرارها عدة مرات لمعرفة التغييرات المناخيَّة والطبيعيَّة فيه.

## النشأة
في مارس من عام 2010 وقَّع مدير برنامج مراقبة الأرض في وكالة الفضاء الأوروبية مع الرئيس التنفيذي لشركة الأقمار الصناعية استريوم عقدًا لبناء المركبة الفضائيَّة وصل إلى €105 مليون باوند. تمَّ الانتهاء منه في يونيو من عام 2016. في نفس الشهر أُرسل إلى المركز الأوروبي لأبحاث وتكنولوجيا الفضاء لاختباره.

## ما قبل الإطلاق
وصل القمر الصناعي إلى مركز جويانا للفضاء في 6 يناير 2017 للتحضير من أجل إطلاقه نحو الفضاء في مداره الأرضي.

## الإطلاق
في 7 مارس 2017 في الساعة 01:49:24 بالتوقيت العالمي أُطلق الصاروخ الحامل نحو الفضاء ودخل المدار الذي حُدِّد له من أجل انفصال القمر الصناعي عنه في الساعة 02:47:21 بالتوقيت العالمي.

## روابط خارجية
- Sentinel-2 at ESA – Sentinel Online
- Sentinel-2 في ESA – نُبذة عن
- Sentinel-2 Scientific Data Hub نسخة محفوظة 14 مارس 2014 على موقع واي باك مشين. – وكالة الفضاء الأوروبيَّة